# Ambrosiozyma kamigamensis
Ambrosiozyma kamigamensis är en svampart som beskrevs av Endoh, M. Suzuki & Benno 2008. Ambrosiozyma kamigamensis ingår i släktet Ambrosiozyma, ordningen Saccharomycetales, klassen Saccharomycetes, divisionen sporsäcksvampar och riket svampar.   Inga underarter finns listade i Catalogue of Life.